# Sammy Cox
Samuel Richmond Cox (13 d'abril de 1924 - 2 d'agost de 2015) fou un futbolista escocès de la dècada de 1950.
Va defensar els colors de Queen's Park, Third Lanark, Dundee, Rangers on jugà deu temporades amb un total de 370 partits jugats i East Fife.
Fou internacional amb la selecció d'Escòcia i amb la selecció de la lliga escocesa.